# 战斗单位
战斗单位是指战略游戏中能够接到决策的基本单元，如：象棋的棋子。在即时战略游戏或电脑及电视平台上的回合制战略游戏中，战斗单位被经常提及，用来描述一种可移动的具备战斗或其他功能的单元。有时（尤其是在即时战略游戏中）战斗单位与建筑相对，后者通常指不能移动的用来生产战斗单位或者研发科技的单元。